# 卡鲁克号最后的旅程

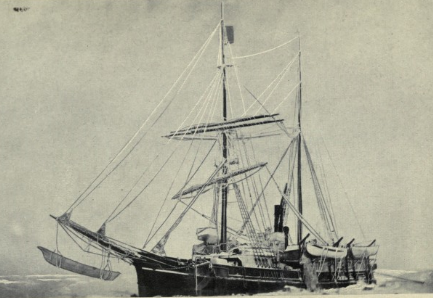
卡鲁克号陷入冰层，1913年8月

卡鲁克号最后的旅程是指加拿大北极探险队在1913年-1916年度过的航行之旅，以在北极海域失踪而告终，最终得知卡鲁克号总共25名船员中约有一半成员不幸死亡。 1913年8月，一艘名为卡鲁克号的前桅横帆双桅船---捕鲸船 在航行到赫舍尔岛 的途中不幸被困于冰层。 随后在博福特和楚科奇海上漂流了一段时间之后，于1914年1月受到撞击并开始下沉。 在接下来的几个月，探险队的工作人员和船员先是在冰层努力求生，后是在弗兰格尔岛的海岸努力活下去。 然后最后还是有11人没能撑到救援来的那一刻。 在加拿大人类学家菲尔贾马尔·斯蒂芬森的领导下加拿大北极探险队成立了，这个探险队旨在探索科学和地理的奥秘。 在探险过程中，也就是卡鲁克号被困没有多久之后，斯蒂芬森带领几个人下了船，表示要去捕驯鹿 。 但是，在这期间卡鲁克号被飘忽不定的冰面带着朝西漂移，斯蒂芬森和他的捕猎者们发现没有办法再回到船上。于是斯蒂芬森到达了陆地后，开始全面醉心于科学研究，而船长罗伯特·巴特利特承担起了管理剩下船上成员的责任。 沉船之后，巴特利特领导了小队开始穿越冰层，前往距离80英里（130）的 弗兰格尔岛   。已经有四人小队在到达目的地之前走散，可知当时的情况有多么危险。 
在那个时候一名英国同伴（ 因纽特人）和巴特利特从岛上出发，为的是穿越大海前往西伯利亚海岸请求支援。 幸运的是他们得到了一些居民的帮助，并且终于到达了阿拉斯加。然而由于海冰环境艰难，这让他们不能马上展开救援。 另一边，在弗兰格尔岛上，岛上的人们靠打猎为生，但由于食物还是相对缺乏，人们不时会因此发生争执。在1914年9月，也就是人们被救前夕，另外又有三名船员不幸死亡，其中有一人死于内部争执，有一人死于疾病，在最后有14人得到了救援。 
历史学家对斯蒂芬森做出的离开这艘船的决定褒贬不一。这个航行旅程中的一些幸存者指责他，表示他似乎不把船员们的生命和遭受的苦难当回事。至于官方的意见，也就是加拿大政府曾持保留态度，且没有怎么为难他。在公众的心目中他还是因为自己对探险队所作的贡献还是维持了一个积极的形象。尽管巴特利特还是受到了海军部委员会的批评，毕竟是他把卡鲁克号带进冰区而造成了一系列灾难的发生，他还是被大部分人和卡鲁克号曾经的船员们拥立为英雄。

## 加拿大北极探险

### 背景

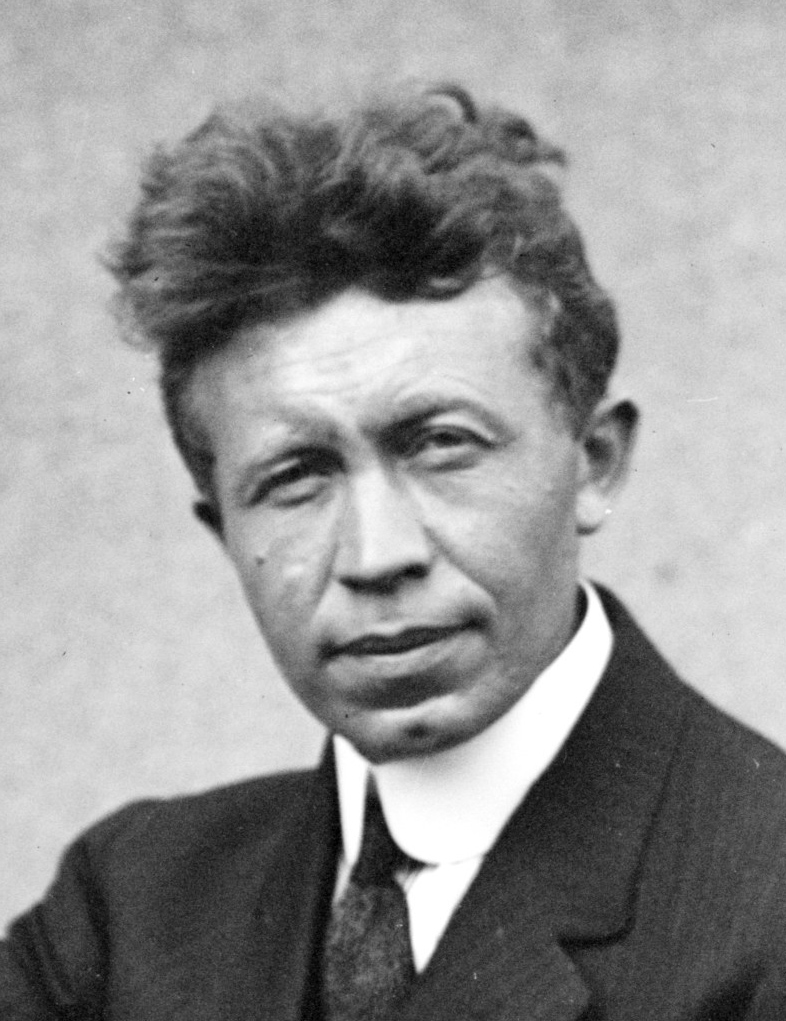
加拿大北极探险队长 菲尔贾尔马·斯蒂芬森

菲尔贾尔马·斯蒂芬森先提出来要成立加拿大北极探险队，斯蒂芬森是一名生于加拿大，居住在美国的冰岛裔的人类学家。1906年到1912年，他花了大量的时间研究加拿大偏远北极地区的因纽特人的日常生活。 他还是提供了关于铜因纽特人 （“ 金色爱斯基摩人 ”）生活和文化的详细信息的第一人，这很大程度上归功于他的实地考察。   在斯蒂芬森归国之后，曾经表示会继续推进北极研究的进程，华盛顿 国家地理学会和美国自然史博物馆还承诺会提供给他总计45,000美元（2010年约为750,000美元） 的资金支持。然而，这对他而言还是不太足够，因为斯蒂芬森想要丰富自己原有的计划，其中就有希望对波弗特海进行地理探索，弥补世界地图上的空白。 因此他需要更多的钱支持自己这样的雄心壮志，于是他开始向加拿大政府寻求帮助。 
此地区曾经被称为“高北极”，加拿大曾经对它进行了主权方面的要求，除此之外在美国和挪威也对它进行了主权方面的限制。 在这个方面加拿大政府表示非常忧心，他们担心由于这次探险是美国政府资助，所以对于波弗特海新发现的领土，美国可以合理地使用索要权。因此，当加拿大总理罗伯特·博登 于1913年2月在渥太华与斯蒂芬森会面时 ，他明确提出可以为探险队提供经济支持。 因此，博登政府还希望这次领土远征可以加强加拿大对北极群岛主权方面的主张 。 这时美国方面的赞助商明确表示，如果斯蒂芬森没有在1913年6月离开，挪威国家地质调查局就有权停止探险队的一切活动。虽然斯捷文森曾在他1921年的记录中表示他“好像可以预见了所有将要发生的事情”， 但他还是在迅速地完成了北上的准备工作。

### 目标和策略
这个时候加拿大对于探险队的财政支持标志着探险队的工作重心发生了转移--他们开始转向探索地理，这一目标和民族学研究和科学研究的目标大不相同。斯蒂芬森在给加拿大《维多利亚日报》的一封信里提到了他们目标发生的变化。 他们的主要目的是探索“在阿拉斯加和北极之间，地图上大约一百万平方英里的空白领域”。 这次考察另目的就是希望可以对北极进行最全面的科学研究，以丰富以往的研究。 在北政党寻找新土地时，由动物学家鲁道夫·安德森 领导的南方政党会在加拿大北部附近岛屿上以陆地研究为基础进行人类学研究和调查。 
卡鲁克号，也就是北方党的船只的航行轨迹将会是跟随冰面向北航行，直至船员们发现陆地或者被冰面而阻挡。 船员们认为在这途中发现的任何陆地都可以进行探索；要不然它将沿着冰边向东移动，人们只得在班克斯岛或帕特里克王子岛过冬。 另一种情况是如果船只在航行过程中被困于冰层，考察队将研究北极洋流的方向，并以此为基础进行海洋学方面的研究。在这个时候，鲁道夫·安德森一行将继续进行人类学研究，重点是对“金色爱斯基摩人”的生活习性，其中还会对各种北极动植物进以及地质条件进行深入研究，除此之外考察队还会留意并试图发现适合建立新的贸易路线的开阔水道。  

### 组织和人员

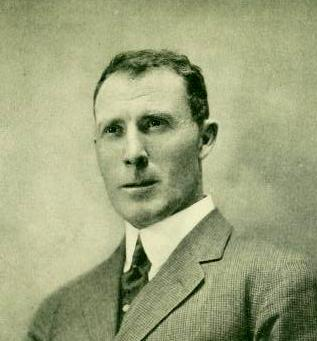
罗伯特·巴特利特上尉，他指挥卡鲁克号的最后一次航行

斯蒂芬森选中了位于加拿大北极海岸附近的旧捕鲸站，斯蒂芬森的计划是带领探险队前往那里。他将组织北部和南部各探险队的人员组成，并且进行装备和其他补给品的分配。然而，探险队成员们都表示很担心这些供应是否充足，因为他们需要在国家地质勘探局规定的日期之前完成好任务。而对于斯蒂芬森，他认为他们都是杞人忧天而且体现了他们内心的不忠诚，并且他在开航的前几周里都没有怎么露面，也没有向团队透露什么计划。在指挥系统方面，斯蒂芬森也是和其他人有着不小的争议;加拿大地质调查局曾为探险队提供了四名颇负盛名的科学家，调查局希望专家们可以向他们，而不是向斯蒂芬森及时汇报情况。在这个过程中南方党的领导人鲁道夫·安德森曾以辞职来威胁，因斯蒂芬森表示拥有所有私人探险杂志的出版权。 

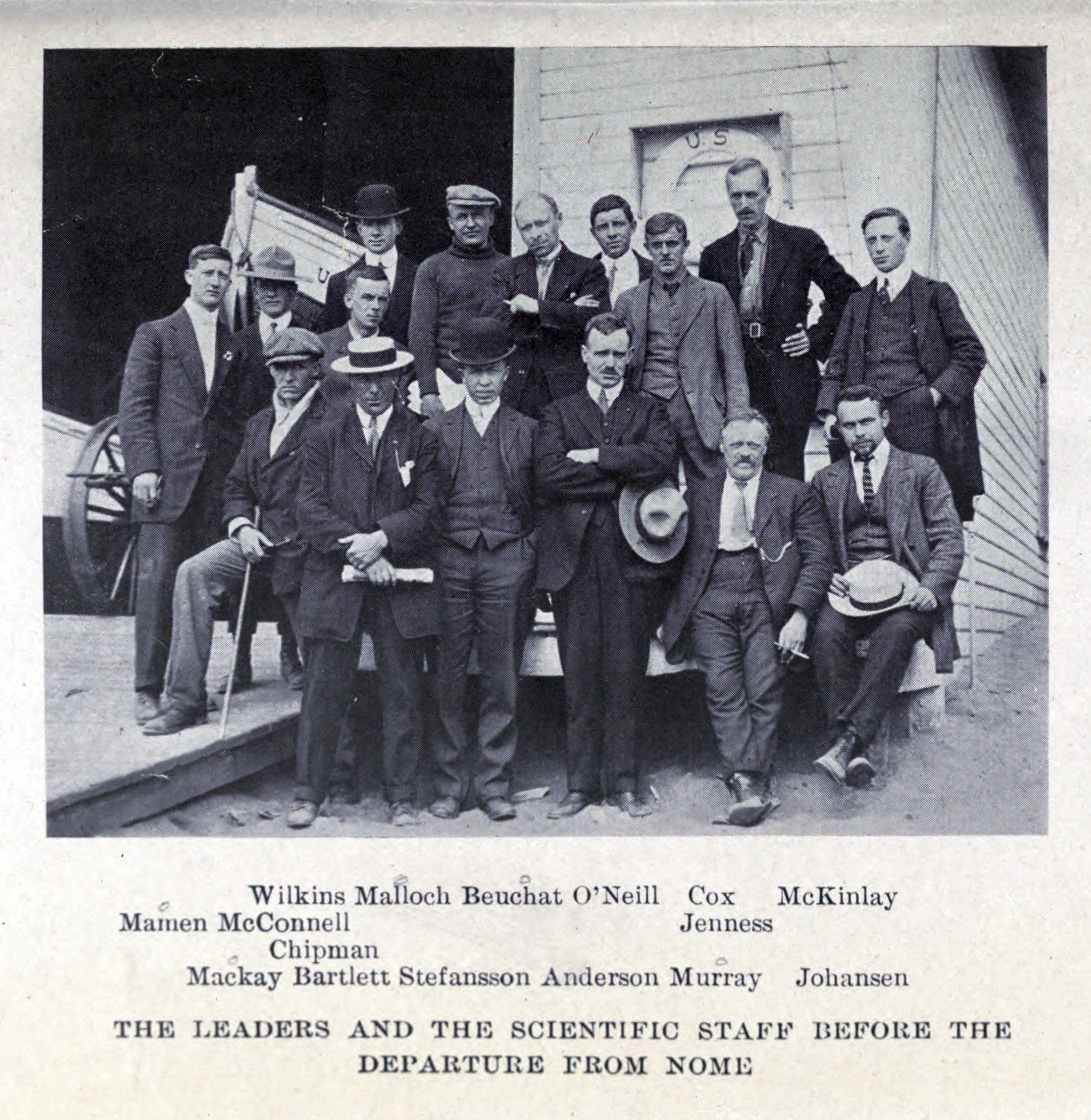
与斯蒂芬森和巴特利特一起探险的科学人员。 马洛克，贝彻特，麦克金利，马门，马克和马利留在卡鲁克号 ；其他人组成了南方党。

该科学小组的成员都是由各自领域的一些最杰出的专家，其中包括来自美国，丹麦，挪威和法国以及英国及其帝国的代表。然而，他们只有两个人曾经去过极地探险：探险队的医务官阿利斯泰尔·福布斯·麦凯 于1907-09年随欧内斯特·沙克尔顿爵士的尼姆罗德探险队访问过南极洲，他也是发现南方磁极位置的三人组成员之一。  另一位尼姆罗德项目的资深成员——46岁的詹姆斯·默里 是史蒂芬森小队的海洋学家。 还有一位来自格拉斯哥的24岁的科学教师，他是由苏格兰探险家威廉·斯皮尔斯·布鲁斯推荐的;还有来自挪威克里斯蒂安尼亚的20岁的滑雪冠军布加恩·马曼(1893-1914)，尽管他没有什么实地科学研究经验，史蒂芬森还是让他当选了森林考察管理员。 
斯蒂芬森曾想让美国捕鲸船长克里斯蒂安·西奥多·佩德森担任卡鲁克船的船长。彼德森退出后，纽芬兰出生的36岁的罗伯特·巴特利特被任命为下一任船长。巴特利特是一位经验丰富的极地航海家，曾指挥罗伯特·皮里的船“罗斯福号”进行过1906年和1909年的极地探险。 然而，巴特利特没有时间挑选卡鲁克号的船员，这些人都是从不列颠哥伦比亚省的埃斯奎莫尔特的皇家海军造船厂周围匆匆召集来的。麦金利后来写道，“这些船员中一个是百分百的瘾君子……另一人患有性病；而船上至少有两件走私物品，都不把明令禁止的条规当回事。麦金利担心，在接下来的几个月里，这些船员可能缺乏在探险中必备的坚韧和吃苦耐劳的性子。为此巴特利特也表示一样忧虑，而他到达爱斯基摩后就做出了一个决定---解雇了一名没什么用的船员。随后他还任命了22岁的亚历山大·桑迪·安德森作为自己的接任者。

### 航船

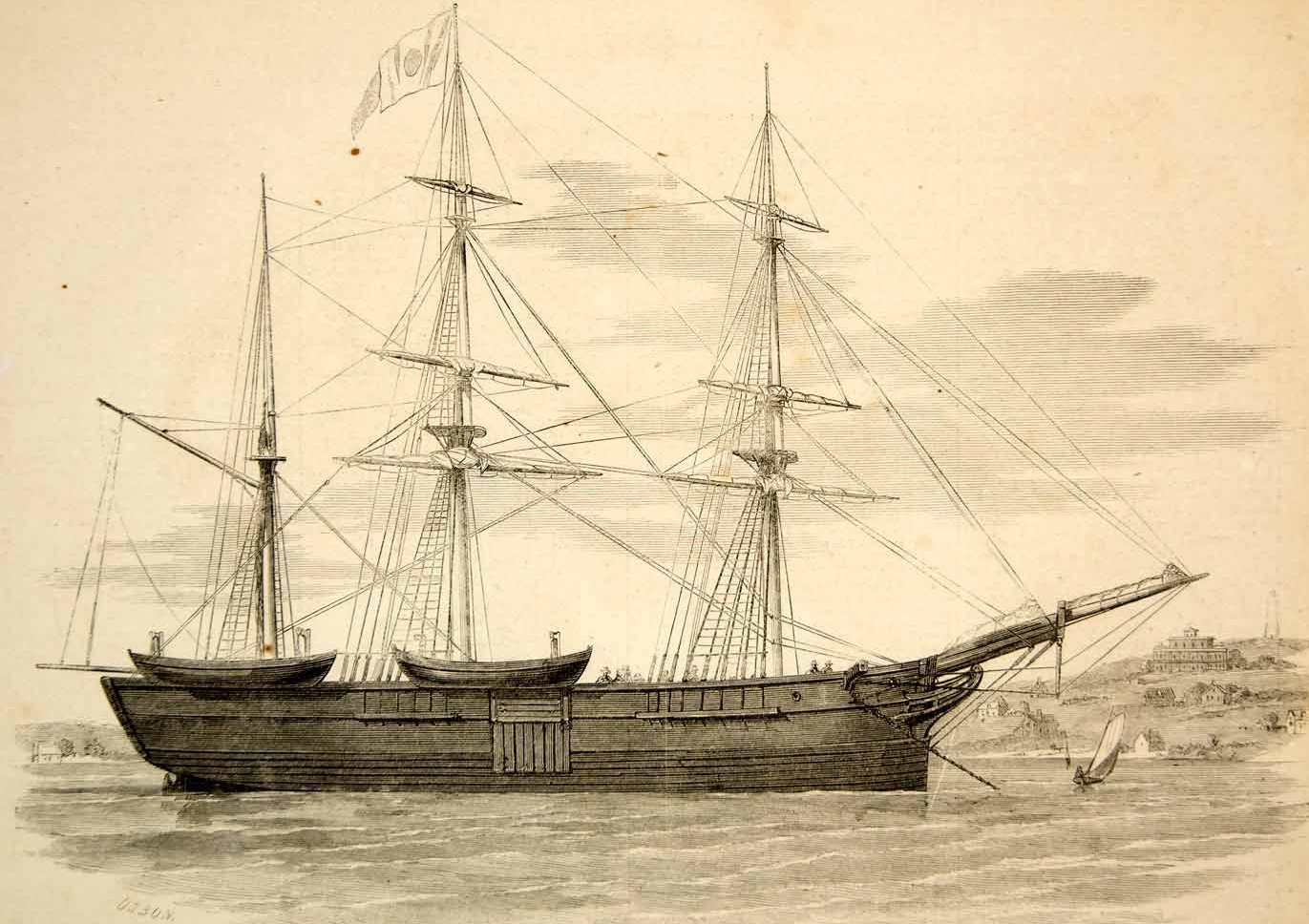
卡鲁克在捕鲸船时代

最终彼得森选中卡鲁克号，然后斯蒂芬森以1万美元的低价买下这艘航船。  彼得森曾向他建议，在现有的四艘船只中，卡鲁克号“最健全，最适合实现我们的航海目的” ，但巴特利特对于其是否适合在北极长时间航行持保留态度。因为这是一艘有29年“高龄”的前桅横帆双桅船，她长129英尺（约39米）与一束23英尺(7.0米)。而考虑到她最初建造的目的，和探险无关，她被打造出来是为了更好地发展阿留申渔业(卡鲁克是阿留申语单词“鱼”),因此她后来变成了捕鲸船,她的弓面和侧面护套是用的2英寸(51毫米)澳大利亚硬木。尽管这艘船有过14次北极捕鲸航行，其中包括6次越冬的经历， 但她的结构并不能承受持续的冰压， 她也没有足够的动力来迫使航船通过冰层。在这个层面而言，巴特利特和其他经验丰富的船员表示这艘航船并没有达到他们的期望。

## 笔记和引文

### 笔记
1. ↑  In the absence of any indication within the sources, all distances have been treated as statute miles and converted to km on that basis.
2. ↑  According to Measuringworth.com, the current value of projects (such as this expedition) should be calculated using the GDP deflator. By this method, $45,000 in 1913 is equivalent to $747,921 in 2010. On a consumer price index basis the conversion equivalent is $1,009,232.[2]
3. ↑  Karluk was built in the US (Bartlett says in Oregon[18] while US registration records show Benicia, California).[19] She was taken over from Stefansson, when the Canadian government assumed responsibility for the expedition.[20] Several designations have been applied to the ship, including "HMCS" (His Majesty's Canadian Ship),[21] "DGS" (Dominion Government Ship),[22] and "CGS" (Canadian Government Ship).[23]  HMCS is the designation for Canadian naval ships; although Karluk sailed under a non-navy captain and with a non-navy crew, she flew the Canadian Blue Ensign, the jack of the Royal Canadian Navy.[24]

### 引文
1. ↑  Vanstone, James W. . Fieldiana. Anthropology (New York: Field Museum of Natural History (Fieldiana Series, publication no. 1455)). July 1994: 4–5  [8 January 2010]. ISSN 0071-4739.
2. ↑  . Measuringworth.   [7 January 2010]. （原始内容存档于2017-11-19）.
3. 1 2  Henighan, pp. 57–58
4. 1 2 3 4  Niven, pp. 12–14
5. ↑  Higgins, Jenny. . Memorial University of Newfoundland. 2008  [9 January 2010]. （原始内容存档于2015-04-22）.
6. ↑  Stefansson, p. 27
7. ↑  Pálsson, p. 130
8. 1 2 3  Niven, pp. 8–9
9. 1 2  Bartlett, pp. 4–6
10. ↑  Leslie, pp. 297–98
11. ↑  Henighan, pp. 60–61
12. ↑  Pálsson, p. 132
13. 1 2  McKinlay, pp. 10–13
14. ↑  Riffenburgh, p. 244
15. ↑  Fleming, pp. 354–61
16. ↑  . Dictionary of American Naval Fighting Ships. Naval History and Heritage Command.   [September 15, 2018]. （原始内容存档于2019-06-01）.
17. 1 2  Niven, pp. 20–21
18. 1 2  Bartlett p. 2
19. ↑  . Washington DC: US Department of the Treasury. 1913  [25 January 2010].
20. ↑  Stefansson, p.x
21. ↑  Niven, p. 1
22. ↑  McKinlay, p. 81
23. ↑  Appleton, Thomas. . Canadian Coast Guard.   [22 January 2010]. （原始内容存档于2016-03-03）.
24. ↑  McKinlay, p. 68
25. ↑  Stefansson, pp. x, 47
26. ↑  . Mystic Seaport (Lund, Judith N., Elizabeth A. Josephson, Randall R. Reeves and Tim D. Smith; National Maritime Digital Library http://www.nmdl.org).   [16 May 2017]. （原始内容存档于2019-09-29）. (search ship "Karluk")

## 更多阅读材料
- Defelice, Barbara. . Dartmouth Library College Bulletin. 1995, NS35 (2)  [2020-05-13]. （原始内容存档于2012-07-08）.
- Levere, Trevor H. . The British Journal for the History of Science. 1988, 21 (2): 233–247. doi:10.1017/S000708740002478X.
- Healy, Luke. . NoBrow. 2016. ISBN 9781910620069.